# Pstroszyce Pierwsze
Pstroszyce Pierwsze – wieś w Polsce położona w województwie małopolskim, w powiecie miechowskim, w gminie Miechów.
| SIMC    | Nazwa     | Rodzaj    |
| ------- | --------- | --------- |
| 0251765 | Dziadówki | część wsi |
| 0251771 | Parcela   | część wsi |

W latach 1975–1998 miejscowość administracyjnie należała do województwa kieleckiego.